# Río Marueta
Pour les articles homonymes, voir Marueta.
Le río Marueta est un cours d'eau de l'Amazonie vénézuélienne. Situé dans l'État d'Amazonas, il est un sous affluent de l'Orénoque et se jette en rive gauche du río Ventuari dont il est l'un des principaux affluents à proximité de la localité de Marueta.